# Барбараско (Маса-Карара)
Барбараско је насеље у Италији у округу Маса-Карара, региону Тоскана.
Према процени из 2011. у насељу је живело 930 становника. Насеље се налази на надморској висини од 112 м.